# Siewba
Siewba – polski dwutygodnik wydawany dla chłopów w latach 1906–1908.
Powstał z inicjatywy działaczy tajnego Związku Młodej Polski Ludowej, którzy w 1906 wystąpili z Towarzystwa Oświaty Narodowej. Pismo wydawane było w Tłuszczu (pow. radzymiński) od 3 listopada 1906, Redaktorem i wydawcą był chłop Jan Kielak ze wsi Chrzęsne w dzisiejszym powiecie wołomińskim, w rzeczywistości jednak faktycznym kierownikiem redakcji był Jan Adamowicz-Piliński. Z pismem współpracowali chłopi: Bolesław Koskowski z Kobyłki, Walenty Murawiecki z Rysia, Józef Oleksiak z Klembowa, Władysław Kołakowski z Ogrodzisk, Jan Moderacki z Janek, Andrzej Wojdyna z Klembowa, Władysław Koskowski z Klembowa, Jan Sadowski z Sitnego, Józef Sadowski spod Jadowa, Józef Wasilewski z Turza, Paweł Wasilewski – b. poseł do Dumy z Turza, Rajmund Wilamowski z Klembowa oraz inteligenci Maksymilian Malinowski, adwokat Tadeusz Gałecki z Jadwisina, ziemianin Władysław Symonowicz z Miąsego oraz ksiądz Kajetan Wysłouch ps. Antoni Szech.  Pismo było wspierane przez środowisko postępowej i lewicowej inteligencji skupionej w Towarzystwie Kultury Polskiej. Wokół „Siewby” gromadziła się część działaczy rozwiązanego Polskiego Związku Ludowego.

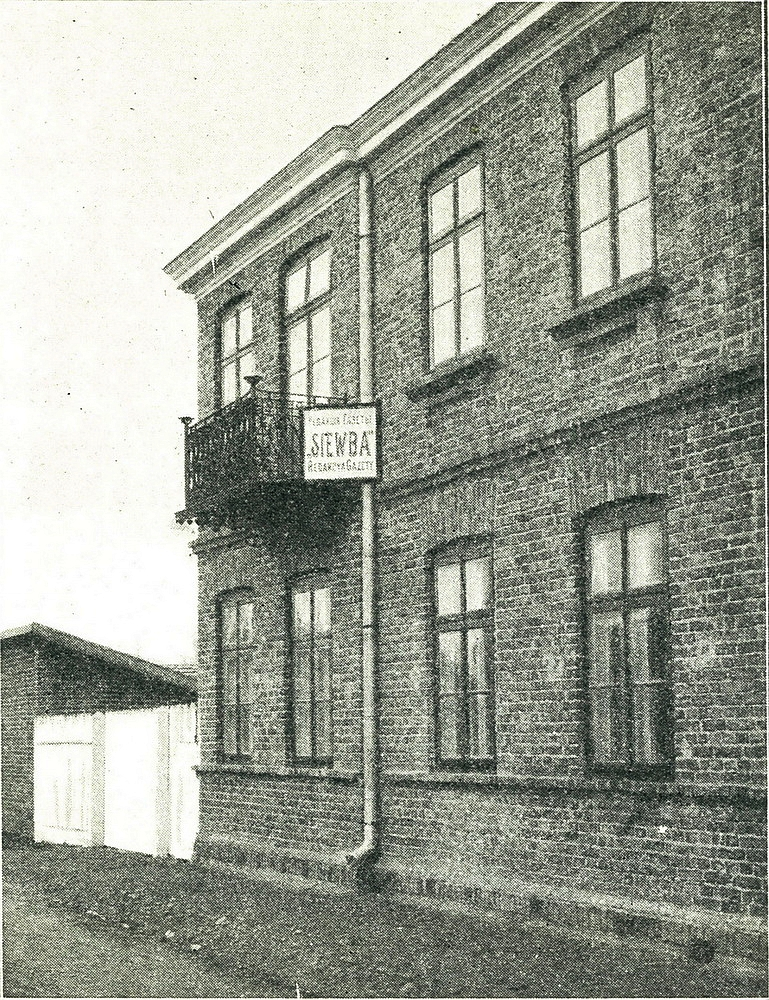
Siedziba redakcji Siewby w Tłuszczu

Dwutygodnik poruszał kwestię oświaty, kultury, samorządu gminnego i serwitutów. Zajmował się też tematyką historyczną. Czołowe miejsce zajmowała jednak walka o reformę rolną i antyklerykalizm. W tym czasie "Siewba" należąca do czołowych pism postępowych, występując przeciw pozostałościom ustroju feudalnego, domagając się oświaty dla chłopów i demokratycznych reform, krytykowana była przez kler zarzucający jej szerzenie nienawiści do duchowieństwa i ziemiaństwa. Po określeniu przez księdza Mariana Fulmana redaktorów Siewby, apostołami niewiary, doktrynerami postępu, krzewicielami waśni i walki klasowej, pozornymi przyjaciółmi ludu i jego nieproszonymi wodzami, których działalność jest wroga i bardzo niebezpieczna dla ludu wiejskiego, Aleksander Świętochowski w artykule Chłop śmie mówić wystąpił w obronie redaktorów pisma, wspominając o toczącej się średniowiecznej krucjacie przeciw "Siewbie" i niewiernym chłopom, którzy ośmielili się pisać bez księżej cenzury.
W maju 1908 władze carskie zlikwidowały dwutygodnik, a siewbiarze zasilili ruch zaraniarski.

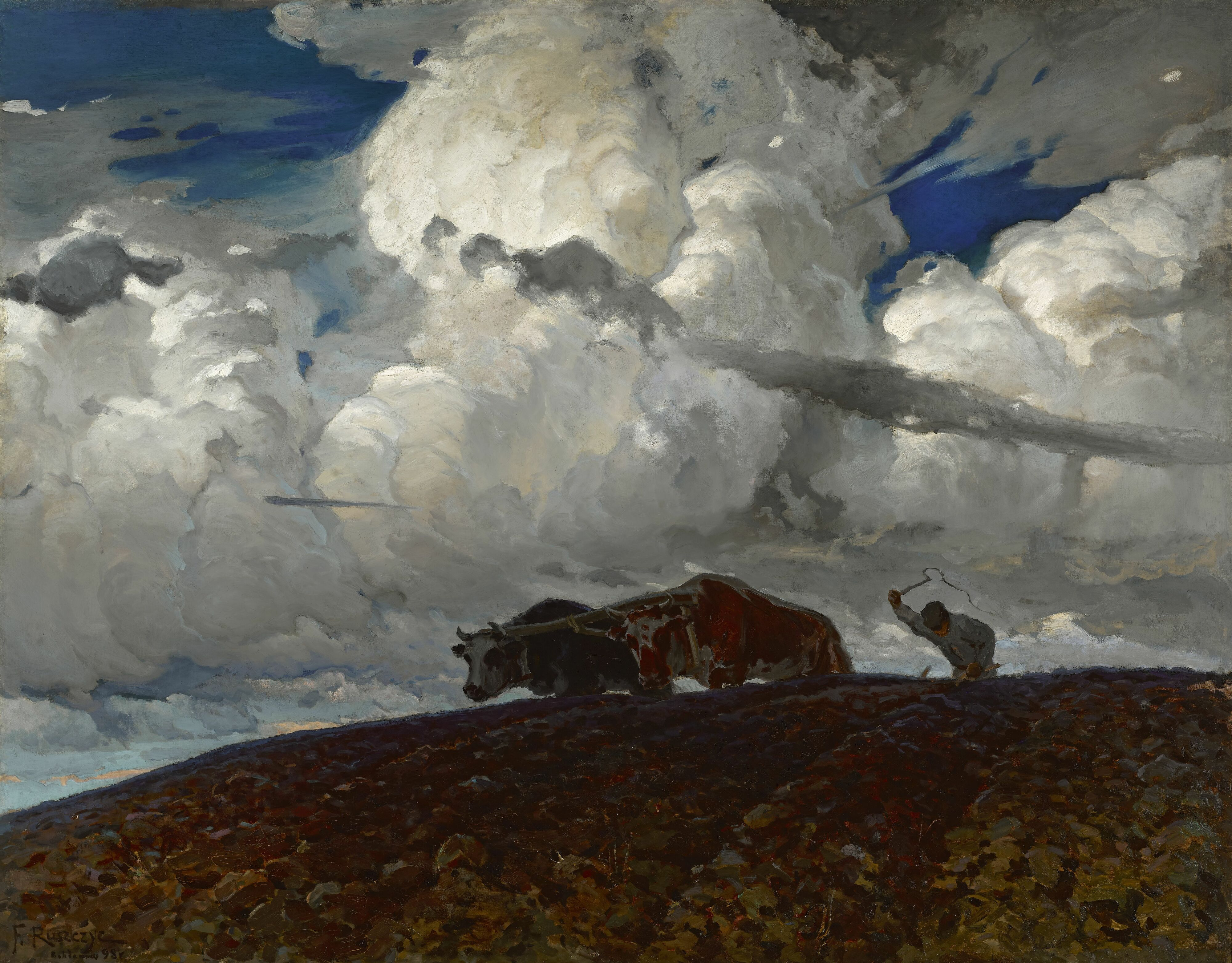
Obraz Ferdynanda Ruszczyca Ziemia – pierwowzór loga "Siewby", Muzeum Narodowe w Warszawie

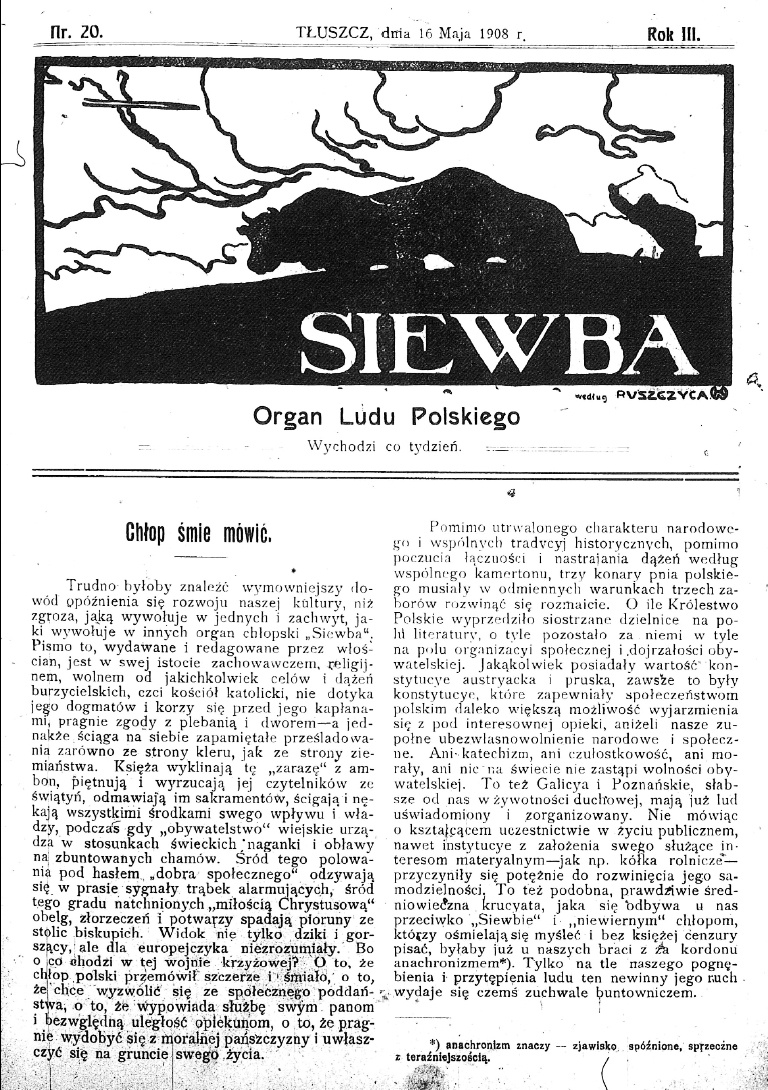
Okładka ostatniego numeru Siewby

W 2013 powstał, częściowo fabularyzowany, film dokumentalny Siewba – fenomen XX wieku w reżyserii Ewy Pytki i Aurelii Sobczak. Producentem filmu było Stowarzyszenie Rodu Kielaków "Siewba".